# Sitzzuteilungsverfahren nach der Wahl zum Deutschen Bundestag

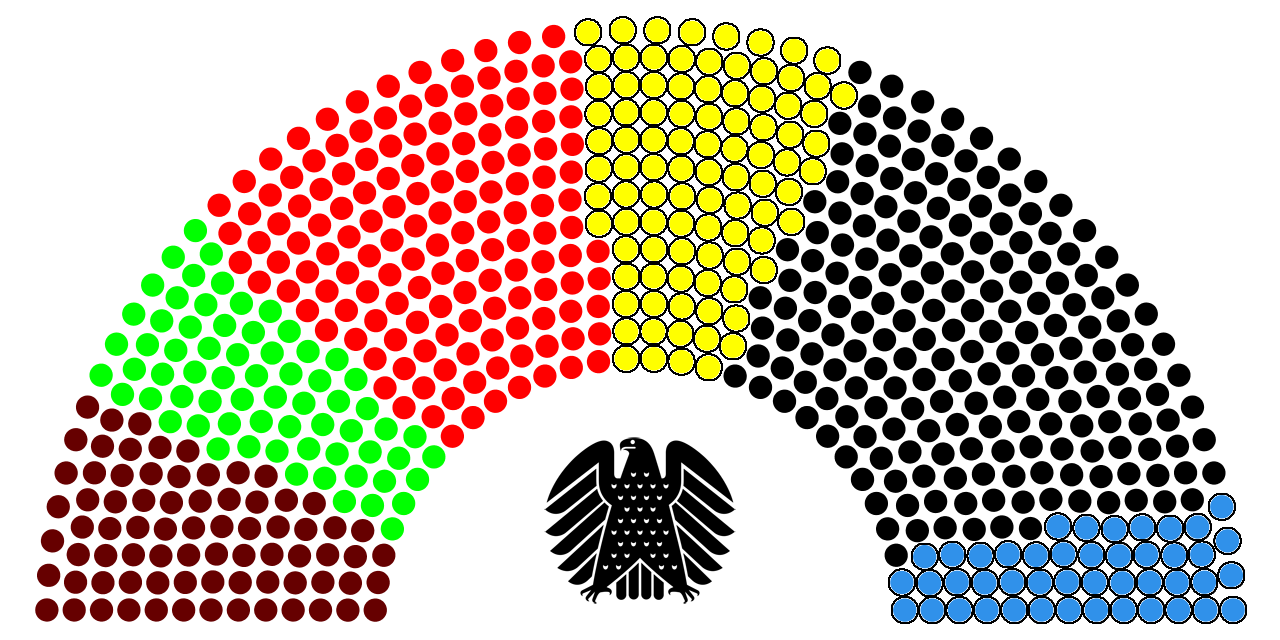
Schematische Sitzverteilung im Bundestag – Symbolbild

Das Sitzzuteilungsverfahren nach der Wahl zum Deutschen Bundestag legt fest, wie sich aus dem Ergebnis einer Bundestagswahl die Sitzverteilung im Deutschen Bundestag errechnet. Dieses Sitzzuteilungsverfahren wurde im Laufe der Geschichte mehrfach geändert. Das Verfahren ist im Bundeswahlgesetz geregelt und berücksichtigt die im Grundgesetz festgelegten Wahlrechtsgrundsätze.
Bei der Bundestagswahl 2025 werden 630 Abgeordnete gewählt, von denen bis zu 299 in Einzelwahlkreisen mit relativer Mehrheit gewählt werden, die übrigen Sitze werden von Bewerbern auf Parteilisten besetzt. Dafür hat jeder Wähler zwei Stimmen, die Erststimme für die Einzelbewerber und die Zweitstimme für die proportionale Verteilung der Sitze auf die Parteien. Im Gegensatz zu früheren Wahlen gibt es keine Überhangmandate mehr, daher kann es passieren, dass ein in einem Wahlkreis eigentlich erfolgreicher Bewerber trotzdem keinen Sitz erhält. Für die Ermittlung der Anzahl der Sitze jeder Partei findet das Divisorverfahren nach Sainte-Laguë Anwendung.

## Grundlegendes
Jeder Wähler kann auf seinem Stimmzettel zwei Stimmen abgeben. Die Erststimme wird für einen Wahlkreiskandidaten abgegeben, die Zweitstimme für die Landesliste einer Partei. Um Sitze im Bundestag zu erhalten, muss eine Partei eine Sperrklausel überwinden. Ausgenommen von dieser Sperrklausel sind nur Einzelbewerber und Parteien nationaler Minderheiten. Die einzige solche Partei, die seit 1949 an einer Bundestagswahl teilnimmt, ist der Südschleswigsche Wählerverband (SSW), die Partei der dänischen und friesischen  Minderheit in Schleswig-Holstein. Die Sperrklausel beträgt mindestens fünf Prozent der Zweitstimmen. Die Grundmandatsklausel, nach der auch drei Direktmandate für den Einzug in den Bundestag ausreichen, wurde eigentlich durch die Änderung des Bundeswahlgesetzes 2023 abgeschafft, nach einer Klage vom Bundesverfassungsgericht aber vorläufig wieder in Kraft gesetzt. Die bis zur Bundestagswahl 2021 häufigen Überhangmandate und Ausgleichsmandate wurden 2023 abgeschafft.
Die gesetzliche Größe des Bundestages beträgt 630 Mitglieder. Bis zu 299 Sitze, also etwa 47,5 %, werden in den Wahlkreisen an den Bewerber mit der höchsten Stimmenzahl vergeben. Die Wahlkreise sind entsprechend der Bevölkerung auf die Länder aufgeteilt. Erhält eine Partei in mehr Wahlkreisen die Mehrheit, als ihr nach dem Zweitstimmenergebnis zustünden, werden nicht alle Direktmandate vergeben, § 1 Bundeswahlgesetz (BWahlG) erfordert eine Zweitstimmendeckung.
Für jede Partei, die die Sperrklausel überwindet oder von ihr nicht betroffen ist, wird ermittelt, wie viele Sitze ihr nach ihrem Zweitstimmenanteil zustehen, diese werden dann entsprechend auf die Länder verteilt. Von dieser Zahl werden die Sitze abgezogen, die die Partei im entsprechenden Land bereits als Direktmandate gewonnen hat. Die verbleibenden gehen von oben beginnend an die Bewerber auf der Landesliste, die kein Direktmandat gewonnen haben. Sollte die Partei in mehr Wahlkreisen erfolgreich gewesen sein, als ihr Sitze entsprechend dem Zweitstimmenergebnis zustehen, werden die Einzelbewerber mit den schlechtesten Prozentzahlen nicht berücksichtigt. Das Gleiche gilt für Einzelbewerber von Parteien, die die Sperrklausel nicht überwunden haben.
Sollte eine Partei bundesweit mehr als die Hälfte der Zweitstimmen erhalten, nach diesen Regeln aber nicht die Mehrheit der Mandate, würde sie so viele Mandate zusätzlich erhalten, bis sie einen Sitz mehr hat als die anderen Parteien zusammen. In der Geschichte der Bundesrepublik Deutschland kam das allerdings noch nie vor. Erhält ein parteiunabhängiger Bewerber, der auf keiner Parteiliste steht, die Mehrheit der Erststimmen in seinem Wahlkreis, so ist er gewählt, was aber seit 1953 nicht mehr vorkam. Die Zweitstimmen der Wähler, die ihn gewählt haben, werden nicht berücksichtigt. Um das zu ermöglichen, werden die Erst- und die Zweitstimme auf einem gemeinsamen Stimmzettel abgegeben.

## Sitzzuteilung nach BWahlG als personalisierte Verhältniswahl

Personalisierte Verhältniswahl

Im § 4 Bundeswahlgesetz (BWahlG) sind die Grundsätze der Sitzzuteilung geregelt. Das dort beschriebene Vorgehen versucht die folgenden Kriterien zu erfüllen:
1. Jede Partei erhält so viele Sitze, wie ihrem Zweitstimmenanteil unter allen berücksichtigten Parteien im Bundesgebiet entspricht.
2. Für jede Partei werden diese Sitze im Verhältnis der Zahl der Zweitstimmen der Landeslisten auf diese verteilt.
3. Kandidaten, die in einem Wahlkreis die Mehrheit der Erststimmen auf sich vereinigt haben, erhalten bevorzugt Mandate.
4. Sollte eine Partei die absolute Mehrheit der Stimmen erhalten, nach den vorgenannten Regeln aber nicht die absolute Mehrheit der Sitze, erhält sie so viele zusätzliche Sitze, bis sie einen Sitz mehr hat als die anderen Parteien zusammen. Nur in diesem Fall hätte der Bundestag mehr als 630 Mitglieder.

Vorgehen gemäß § 6 BWahlG „Vergabe der Sitze an Bewerber“:
1. Alle Kandidaten einer Partei, die in ihrem Wahlkreis die meisten Stimmen erhalten haben, werden nach fallendem Erststimmenanteil gereiht. Bis zu der Anzahl der Partei in diesem Land nach dem Zweitstimmenergebnis zustehenden Zahl von Abgeordneten sind die Bewerber gewählt.
2. Ein parteiunabhängiger Bewerber, der auf keiner Landesliste kandidiert, ist gewählt, wenn er die meisten Erststimmen im Wahlkreis erhält.
3. Ist die Anzahl der einer Partei zustehenden Sitze in einem Land größer als die Zahl der erfolgreichen Wahlkreiskandidaten, erhalten die Listenkandidaten, die nicht bereits direkt gewählt sind, der Reihe nach einen Sitz. Sollten einer Landesliste mehr Sitze zustehen, als Kandidaten auf der Liste stehen, bleiben die entsprechenden Sitze unbesetzt.

## Geschichte
Das Grundgesetz für die Bundesrepublik Deutschland gibt im Art. 38 neben den Grundzügen der Wahl auch vor, dass die Wahl der Abgeordneten des Deutschen Bundestages in einem Bundesgesetz näher bestimmt sein soll. Da der parlamentarische Rat sich nicht auf eine verfassungsrechtliche Festlegung des Wahlsystems einigen konnte, wurde für die Bundestagswahl 1949 vom Parlamentarischen Rat ein Wahlgesetz erlassen.

### Änderungen am Bundeswahlgesetz
Nachdem die seit 1956 angewandte Sitzzuteilung am 3. Juli 2008 vom Bundesverfassungsgericht für verfassungswidrig erklärt worden war, da bei ihr ein negatives Stimmgewicht auftreten konnte, wurde sie nach Ablauf einer gesetzten Frist am 3. Dezember 2011 reformiert.
Gegen diese Reform wurde unter anderem eine Verfassungsbeschwerde eingereicht, der das Bundesverfassungsgericht zustimmte und die Gesetzesänderung am 25. Juli 2012 für nichtig erklärte, da sie im Grundsatz die wesentlichen Kritikpunkte nicht beseitigen und die Gleichheit und Unmittelbarkeit der Wahl nicht sicherstellen konnte.
Im Oktober 2012 einigten sich Union, SPD, FDP und Grüne auf eine Neuregelung der Sitzzuteilung, die am 21. Februar 2013 vom Bundestag verabschiedet wurde und am 9. Mai 2013 in Kraft getreten ist.
Wesentliche Änderungen sind die Ausgleichsmandate, die das Stimmenverhältnis nach dem Auftreten von Überhangmandaten aufrechterhalten, und der Wegfall des negativen Stimmgewichts durch Überhangmandate. Jedoch kann es, allerdings wesentlich seltener, zu einem ähnlichen Effekt durch Ausgleichsmandate kommen. Dieser tritt aber immer auch mit einem ausgleichenden „positiven“ Effekt zusammen auf und ist somit nicht mit dem ursprünglich durch das Verfassungsgericht beanstandeten negativen Stimmgewicht gleichzusetzen. Des Weiteren können Ausgleichsmandate zu einer starken Vergrößerung des Bundestages führen. Insbesondere bei Überhangmandaten durch in nur wenigen Bundesländern antretende Parteien, bei einem eventuellen Wegfall der Sperrklausel oder bei wachsender Zahl im Bundestag vertretener Parteien. So wurde anhand der Wahlumfragen kurz vor der Wahl zum 19. Deutschen Bundestag simuliert, dass das Sitzkontingent auf bis zu 730 Sitzplätze anwachsen könnte und zu 98,2 % aller Fälle die Größe des 18. Deutschen Bundestags überschreitet. Tatsächlich wuchs der 19. Deutsche Bundestag auf 709 Sitze an. Die Ursache findet sich vornehmlich in den Überhangmandaten der CSU, die 2017 wieder alle Direktmandate Bayerns für sich gewinnen konnte, jedoch in der Zweitstimmenverteilung deutlich schlechter abschnitt als 2013. Das führte zu Überhangmandaten einer bundesweit betrachtet relativ kleinen Partei und löst in der Umkehr einen entsprechend großen Bedarf an Ausgleichsmandaten aus.
2020 wurde das Gesetz für die Bundestagswahl 2021 dahingehend geändert, dass bis zu drei Überhangmandate nicht mehr ausgeglichen werden müssen. Zudem sollte die Zahl der Wahlkreise für spätere Bundestagswahlen ab 2024 von 299 auf 280 reduziert werden.

### Sitzzuteilungsverfahren
In der Geschichte der Bundesrepublik Deutschland wurden drei unterschiedliche Sitzzuteilungsverfahren verwendet. Von 1949 bis 1983 wurde das Höchstzahlverfahren nach D’Hondt verwendet, das tendenziell größere Parteien bevorzugt. Von 1987 bis 2005 wurde das Hare/Niemeyer-Verfahren verwendet, das weder große noch kleine Parteien bevorzugt. Allerdings kann es bei diesem Verfahren zum Wählerzuwachsparadoxon kommen. Unter Umständen kann eine Partei durch einen Zuwachs an Stimmen ein Mandat verlieren, es kann also dazu kommen, dass ein negatives Stimmgewicht entsteht. Auch kann das Alabama-Paradoxon auftreten, bei dem eine Partei weniger Mandate erhält, wenn die Gesamtzahl der zu verteilenden Mandate zunimmt. Seit 2009 wird daher das Sainte-Laguë-Verfahren verwendet, das diese beiden Paradoxa nicht aufweist. Wie das Hare/Niemeyer-Verfahren ist es allerdings nicht mehrheitstreu, das bedeutet, eine Partei könnte trotz einer absoluten Mehrheit der Stimmen nicht die absolute Mehrheit der Sitze erhalten. Für diesen unwahrscheinlichen Fall gibt es die Klausel im Wahlgesetz, dass eine Partei, die die absolute Mehrheit erhält, aber zunächst nicht die absolute Mehrheit der Sitze, so viele Sitze hinzubekommt, bis sie einen mehr hat als alle anderen zusammen.

### 1949
Das eigens für die erste Bundestagswahl geschaffene Wahlgesetz trat in Zusammenarbeit des Parlamentarischen Rates mit den Militärgouverneuren am 15. Juni 1949 in Kraft.
Die Anzahl der Sitze im Bundestag war im § 8 auf mindestens 400 festgesetzt, genauso wie die Verteilung der Sitzkontingente auf die Länder. Auch sollten die Länder ihre Kontingente zu 60 % durch Wahlkreismandate decken, also ihr Bundesland in entsprechend viele Wahlkreise aufteilen.
| Land                     | Sitze    | davon Wahlkreise | davon Listenplätze |
| ------------------------ | -------- | ---------------- | ------------------ |
| Baden                    | 11 (+1)  | 7                | 4 (+1)             |
| Bayern (mit Lindau)      | 78       | 47               | 29                 |
| Bremen                   | 4 (+1)   | 3                | 1 (+1)             |
| Hamburg                  | 13       | 8                | 5                  |
| Hessen                   | 36       | 22               | 14                 |
| Niedersachsen            | 58       | 34               | 24                 |
| Nordrhein-Westfalen      | 109      | 66               | 43                 |
| Rheinland-Pfalz          | 25       | 15               | 10                 |
| Schleswig-Holstein       | 23       | 14               | 9                  |
| Württemberg-Baden        | 33       | 20               | 13                 |
| Württemberg-Hohenzollern | 10       | 6                | 4                  |
| Insgesamt                | 400 (+2) | 242              | 158 (+2)           |

Jeder Wähler hatte eine Stimme, die zugleich den Wahlkreissieger bestimmte, sowie die Stimmenverteilung der Parteien im Land und damit ihre Anteile an den Landessitzen. Die Bundestagswahl war somit auf Länderebene heruntergebrochen – Eine Sperrklausel von fünf Prozent und eine Grundmandatsklausel von einem Direktmandat wurde in jedem Bundesland berücksichtigt, nicht erst bundesweit.
Die Landessitzkontingente wurden nach dem D’Hondt-Verfahren auf Grundlage der Landesstimmen den Parteien zugeteilt. Nach Abzug der Direktmandate erfolgte die Besetzung der übrigen Sitze nach den Landeslisten.
Beim Auftreten von Überhangmandaten war ursprünglich vorgesehen, diese dem Landessitzkontingent aufzurechnen und die Sitzverteilung erneut vorzunehmen. Dieses Verfahren würde jedoch nicht ausschließen, dass weitere auftreten und auch wäre nicht geklärt, wie mit diesen zu verfahren wäre. Als die Landeswahlleiter zu diesem Problem ankündigten, im eintretenden Fall diese Regelung einfach zu ignorieren, erließ das Militärgouvernement am 5. August 1949, neun Tage vor der Wahl, eine Gesetzesänderung, nach der Überhangmandate einfach als solche belassen würden. Auch führten sie ein, dass die Landessitzkontingente vor der Zuteilung um die Zahl der parteilosen Wahlkreissieger reduziert wird.
Jeweils ein Überhangmandat trat bei der SPD in Bremen und bei der CDU in Baden auf.
Wurde ein Direktmandat vakant (durch Amtsniederlegung, Verzicht, Aberkennung oder Tod), fanden Nachwahlen statt. Derer gab es 14 in der ersten Wahlperiode. Bei einem Listenmandat hingegen besetzte ein Nachrücker den frei gewordenen Platz.
Das besetzte Berlin durfte bis zum Eintreten in den Geltungsbereich des Grundgesetzes acht Abgeordnete in beratender Funktion in den Bundestag entsenden.

### 1953 bis 2002
Zur Bundestagswahl 1953 wurde erstmals das vom Bundestag beschlossene Wahlgesetz angewendet. Erstmals gab es Erst- und Zweitstimmen. Neben der Fünfprozenthürde, die jetzt bundesweit galt, wurde die Grundmandatsklausel eingeführt. 1953 reichte bereits ein gewonnenes Direktmandat zur Berücksichtigung bei der Verteilung gemäß dem Zweitstimmenergebnis, seit der Bundestagswahl 1957 waren drei Direktmandate erforderlich. 1953 gab es drei Überhangmandate, zwei für die CDU, eines für die DP, 1957 gab es ebenfalls drei, die alle an die CDU gingen. 1957 war erstmals eine Wahl per Brief möglich.
Zur Bundestagswahl 1961 wurde die Anzahl der Wahlkreise nach dem Beitritt des Saarlands auf 247 erhöht. Die CDU errang fünf Überhangmandate. Bei der Bundestagswahl 1965 gab es 248 Wahlkreise und keine Überhangmandate, so dass der Bundestag mit 496 stimmberechtigten Mitgliedern und 22 nicht stimmberechtigten Berliner Abgeordneten seine gesetzliche Größe hatte. Das galt auch nach den Bundestagswahlen 1969, 1972 und 1976. Bei der Bundestagswahl 1980 erhielt die SPD ein Überhangmandat, 1983 erhielt sie zwei, 1987 wiederum die CDU eines.
Die Bundestagswahl 1990 war die erste nach der Deutschen Wiedervereinigung. Damit waren erstmals die Bürger der ehemaligen DDR, aber auch die Bürger des bisherigen West-Berlins wahlberechtigt. Die Zahl der Wahlkreise wurde auf 328 erhöht, außerdem bildeten die alten Bundesländer einschließlich West-Berlin und die ehemalige DDR jeweils ein eigenes Wahlgebiet, für das jeweils getrennt die Sperrklausel galt. Die Verteilung der Mandaten auf die Landeslisten erfolgte jedoch bundesweit. Die CDU erhielt sechs Überhangmandate.
Bei der Bundestagswahl 1994 gab es wieder ein einheitliches Wahlgebiet. Die CDU erreichte zwölf Überhangmandate, die SPD vier, wodurch sich der Vorsprung der Regierungsparteien zur Opposition von zwei Sitzen auf zehn verfünffachte: 341:331 statt 329:327. 1998 gab es 13 Überhangmandate, die alle an die SPD gingen, was den Vorsprung der Regierung von acht auf 21 Sitze vergrößerte.
Zur Bundestagswahl 2002 wurde die Anzahl der Wahlkreise auf 299 reduziert, so dass die gesetzliche Größe des Bundestags wieder unter 600 fiel. Allerdings gab es wieder Überhangmandate, vier für die SPD, eines für die CDU.

### 2005 bis 2024
Da die klassischen Volksparteien CDU, CSU und SPD in den 2000er und 2010er Jahren schwächer wurden, kam es immer häufiger vor, dass eine Partei viele oder alle Direktmandate in einem Land errang, ohne entsprechend viele Zweitstimmen zu erhalten. 2005 gab es 16 Überhangmandate, die sich aber ausglichen, da die SPD neun und die CDU sieben erhielt, 2009 gab es 24 Überhangmandate nur für CDU/CSU. Dies wurde vom Bundesverfassungsgericht für verfassungswidrig erklärt, da die Gleichheit der Wahl damit nicht mehr gewährleistet sei. Daher wurden ab der Bundestagswahl 2013 Ausgleichsmandate vergeben. Das führte 2013 mit 33 und Bundestagswahl 2017 mit 111 Überhang- und Ausgleichsmandaten zu einer starken Vergrößerung des Parlaments, was nicht nur die Kosten erhöht, sondern auch für die Arbeitsfähigkeit des Bundestages nachteilig ist. Eine umfassende Reform der Sitzzuteilung wurde zwar in Angriff genommen, da die Parteien sich aber nicht einigen konnten, wurde in einem Kompromiss nur eine kleine Änderung beschlossen, nach der bis zu drei Überhangmandate nicht ausgeglichen werden. Dies führte dazu, dass 2021 sogar 138 Überhangs- und Ausgleichsmandate verteilt wurden.

### Sitzzuteilung am Beispiel der Bundestagswahl 2013
Bisher fanden bei Bundestagswahlen drei Sitzzuteilungsverfahren Anwendung. Bis 1985 erfolgte die Sitzverteilung im Verfahren nach D’Hondt. Dieses bevorzugt systematisch größere Parteien und wurde durch das Hare/Niemeyer-Verfahren abgelöst. Als sogenanntes „Quotenverfahren mit Restausgleich nach größten Bruchteilen“ ist es dem Sainte-Laguë-Verfahren sehr ähnlich, zieht aber aufgrund seiner speziellen Rundungsregel, bei der Restsitze in Reihenfolge der größten Nachkommastelle vergeben werden, Paradoxien wie das Alabama-Paradoxon oder das Wählerzuwachsparadoxon nach sich.
In einer Studie vom 4. Januar 1999 kam der Bundeswahlleiter zu dem Fazit, dass das Sainte-Laguë-Verfahren den anderen beiden Verfahren vorzuziehen sei. Der 16. Deutsche Bundestag beschloss in diesem Sinne am 24. Januar 2008 die Ablösung des Hare/Niemeyer-Verfahrens.
Dieses Sitzzuteilungsverfahren in Verbindung mit der am 9. Mai 2013 in Kraft getretenen Bundeswahlgesetzänderung fand bei der Wahl zum 18. Deutschen Bundestag erstmals Anwendung.

#### Vorbereitung zur Wahl

Die Wahlkreiseinteilung der Bundesrepublik zur Bundestagswahl 2013

Um die Gleichheit der Wahlen zu wahren, muss vor den Wahlen die Wahlkreiseinteilung des Bundesgebietes durch eine Wahlkreiskommission, bestehend aus dem Präsidenten des Statistischen Bundesamtes, einem Richter des Bundesverwaltungsgerichtes und fünf weiteren Mitgliedern, überprüft und gegebenenfalls angepasst werden. Ziel ist es, das Stimmgewicht in jedem Wahlkreis gleich zu halten. Berücksichtigt werden dabei alle deutschen Bundesbürger im Sinne Art. 116 Abs. 1 GG. Für die Bundestagswahl 2013 galt dabei die Bevölkerungszahl zum Stand 31. Dezember 2010.
Die Wahlkreiseinteilung unterliegt dabei nach § 3 Abs. 1 BWahlG folgenden Grundsätzen:
- Ländergrenzen sind einzuhalten
- die derzeit 299 Wahlkreise werden nach dem Sainte-Laguë-Verfahren auf die Bundesländer verteilt
- die Bevölkerungszahl eines Wahlkreises darf nicht um mehr als 15 % von der durchschnittlichen Wahlkreisbevölkerung abweichen.
- der Wahlkreis soll ein zusammenhängendes Gebiet bilden
- die Grenzen der Gemeinden, Kreise und kreisfreien Städte sollen nach Möglichkeit eingehalten werden

Die vom Bundespräsidenten ernannte Wahlkreiskommission hat ihren Bericht innerhalb von 15 Monaten nach Beginn der Wahlperiode dem Bundesinnenminister vorzulegen.
| Bundesland             | Wahlkreise | +/- | veränderte Wahlkreise       |
| ---------------------- | ---------- | --- | --------------------------- |
| Schleswig-Holstein     | 11         |     |                             |
| Mecklenburg-Vorpommern | 06         | −1  | 12 – 13 – 14 – 15 – 16 – 17 |
| Hamburg                | 06         |     | 18 – 19 – 20                |
| Niedersachsen          | 30         |     |                             |
| Bremen                 | 02         |     |                             |
| Brandenburg            | 10         |     |                             |
| Sachsen-Anhalt         | 09         |     |                             |
| Berlin                 | 12         |     |                             |
| Nordrhein-Westfalen    | 64         |     | 115 – 116                   |
| Sachsen                | 16         |     |                             |
| Hessen                 | 22         | +1  | 173 – 174 – 175 – 177 – 180 |
| Thüringen              | 09         |     |                             |
| Rheinland-Pfalz        | 15         |     |                             |
| Bayern                 | 45         |     | 215 – 216 – 217 – 222 – 224 |
| Baden-Württemberg      | 38         |     |                             |
| Saarland               | 04         |     |                             |

#### Wahlergebnis
Die Erststimmenauswertung brachte keinen Wahlkreissieger hervor, der parteilos war oder einer Partei angehörte, die entweder an der Sperrklausel scheiterte oder für das Bundesland keine Landesliste vorlegte. Demnach sind nach § 6(1) BWahlG alle Zweitstimmen aller zu berücksichtigenden Parteien im weiteren Prozess einzubeziehen.
| Partei    | Bund | SH | MV | HH | NI | HB | BB | ST | BE | NW | SN | HE | TH | RP | BY | BW | SL |
| --------- | ---- | -- | -- | -- | -- | -- | -- | -- | -- | -- | -- | -- | -- | -- | -- | -- | -- |
| CDU       | 191  | 9  | 6  | 1  | 17 |    | 9  | 9  | 5  | 37 | 16 | 17 | 9  | 14 |    | 38 | 4  |
| SPD       | 58   | 2  |    | 5  | 13 | 2  | 1  |    | 2  | 27 |    | 5  |    | 1  |    |    |    |
| DIE LINKE | 4    |    |    |    |    |    |    |    | 4  |    |    |    |    |    |    |    |    |
| GRÜNE     | 1    |    |    |    |    |    |    |    | 1  |    |    |    |    |    |    |    |    |
| CSU       | 45   |    |    |    |    |    |    |    |    |    |    |    |    |    | 45 |    |    |
| Insgesamt | 299  | 11 | 6  | 6  | 30 | 2  | 10 | 9  | 12 | 64 | 16 | 22 | 9  | 15 | 45 | 38 | 4  |

| Partei                 | Partei               | Bund       | SH        | MV        | HH        | NI        | HB      | BB        | ST        | BE        | NW         | SN        | HE        | TH        | RP        | BY        | BW        | SL      |
| ---------------------- | -------------------- | ---------- | --------- | --------- | --------- | --------- | ------- | --------- | --------- | --------- | ---------- | --------- | --------- | --------- | --------- | --------- | --------- | ------- |
| CDU                    | Anz.                 | 14.921.877 | 638.756   | 369.048   | 285.927   | 1.825.592 | 96.459  | 482.601   | 485.781   | 508.643   | 3.776.563  | 994.601   | 1.232.994 | 477.283   | 958.655   | –         | 2.576.606 | 212.368 |
| CDU                    | %                    | 34,1       | 39,2      | 42,5      | 32,1      | 41,1      | 29,3    | 34,8      | 41,2      | 28,5      | 39,8       | 42,6      | 39,2      | 38,8      | 43,3      | –         | 45,7      | 37,8    |
| SPD                    | Anz.                 | 11.252.215 | 513.725   | 154.431   | 288.902   | 1.470.005 | 117.204 | 321.174   | 214.731   | 439.387   | 3.028.282  | 340.819   | 906.906   | 198.714   | 608.910   | 1.314.009 | 1.160.424 | 174.592 |
| SPD                    | %                    | 25,7       | 31,5      | 17,8      | 32,4      | 33,1      | 35,6    | 23,1      | 18,2      | 24,6      | 31,9       | 14,6      | 28,8      | 16,1      | 27,5      | 20,0      | 20,6      | 31,0    |
| DIE LINKE              | Anz.                 | 3.755.699  | 84.177    | 186.871   | 78.296    | 223.935   | 33.284  | 311.312   | 282.319   | 330.507   | 582.925    | 467.045   | 188.654   | 288.615   | 120.338   | 248.920   | 272.456   | 56.045  |
| DIE LINKE              | %                    | 8,6        | 5,2       | 21,5      | 8,8       | 5,0       | 10,1    | 22,4      | 23,9      | 18,5      | 6,1        | 20,0      | 6,0       | 23,4      | 5,4       | 3,8       | 4,8       | 10,0    |
| GRÜNE                  | Anz.                 | 3.694.057  | 153.137   | 37.716    | 112.826   | 391.901   | 40.014  | 65.182    | 46.858    | 220.737   | 760.642    | 113.916   | 313.135   | 60.511    | 169.372   | 552.818   | 623.294   | 31.998  |
| GRÜNE                  | %                    | 8,4        | 9,4       | 4,3       | 12,7      | 8,8       | 12,1    | 4,7       | 4,0       | 12,3      | 8,0        | 4,9       | 9,9       | 4,9       | 7,6       | 8,4       | 11,0      | 5,7     |
| CSU                    | Anz.                 | 3.243.569  | –         | –         | –         | –         | –       | –         | –         | –         | –          | –         | –         | –         | –         | 3.243.569 | –         | –       |
| CSU                    | %                    | 7,4        | –         | –         | –         | –         | –       | –         | –         | –         | –          | –         | –         | –         | –         | 49,3      | –         | –       |
| Wahlberechtigte        | Wahlberechtigte      | 61.946.900 | 2.251.796 | 1.350.705 | 1.281.918 | 6.117.473 | 483.823 | 2.065.944 | 1.930.880 | 2.505.718 | 13.253.554 | 3.406.430 | 4.413.271 | 1.834.259 | 3.092.424 | 9.472.738 | 7.689.895 | 796.072 |
| Wähler                 | Wähler               | 44.309.925 | 1.645.750 | 881.718   | 901.213   | 4.491.281 | 333.022 | 1.412.785 | 1.198.248 | 1.815.415 | 9.605.247  | 2.368.758 | 3.230.483 | 1.251.403 | 2.251.979 | 6.633.726 | 5.711.469 | 577.428 |
| Wahlbeteiligung [%]    | Wahlbeteiligung [%]  | 71,5       | 73,1      | 65,3      | 70,3      | 73,4      | 68,8    | 68,4      | 62,1      | 72,5      | 72,5       | 69,5      | 73,2      | 68,2      | 72,8      | 70,0      | 74,3      | 72,5    |
| ungültige Zweitstimmen | Anz.                 | 583.069    | 17.460    | 13.975    | 10.348    | 46.021    | 3.610   | 24.423    | 19.433    | 27.694    | 107.090    | 36.106    | 82.392    | 19.710    | 37.482    | 52.971    | 69.450    | 14.868  |
| ungültige Zweitstimmen | %                    | 1,3        | 1,1       | 1,6       | 1,2       | 1,0       | 1,1     | 1,7       | 1,6       | 1,5       | 1,1        | 1,5       | 2,6       | 1,6       | 1,7       | 0,8       | 1,2       | 2,6     |
| gültige Zweitstimmen   | gültige Zweitstimmen | 43.726.856 | 1.628.290 | 867.743   | 890.829   | 4.445.260 | 329.412 | 1.388.362 | 1.178.815 | 1.787.815 | 9.498.157  | 2.332.652 | 3.148.091 | 1.231.693 | 2.214.497 | 6.580.755 | 5.642.019 | 562.560 |

„Die Wahl erfolgt nach wie vor im Wahlsystem der personalisierten Verhältniswahl, in dem die Personenwahl im Wahlkreis (Erststimme) nach den Grundsätzen der Mehrheitswahl mit der Verhältniswahl von Landeslisten der Parteien (Zweitstimme) kombiniert wird. Novelliert wurde hingegen die Ermittlung der endgültigen Sitzverteilung. Die Umrechnung der Wählerstimmen in Bundestagssitze erfolgt nunmehr in zwei Verteilungsstufen, welche jeweils wiederum zwei Rechenschritte beinhalten. Die gesetzgeberische Zielsetzung hinter der neuen Regelung ist die Wahrung des Grundcharakters der Verhältniswahl. Im Ergebnis soll jede Partei in etwa gleich viele Stimmen benötigen, um einen Sitz zu erhalten.
Alle vier Rechenschritte werden mittels des Divisorverfahrens Sainte-Laguë/Schepers, welches bereits zur Bundestagswahl 2009 angewendet wurde, durchgeführt.“

#### 1. Stufe
In der ersten Stufe werden im Wesentlichen die Absätze (1) – (4) des § 6 BWahlG in zwei umfangreicheren Schritten abgehandelt. Die Absätze (1) und (3) gehen bereits mit der Wahlergebnisermittlung einher.
Schritt 1.1 – Sitzkontingente der Länder
Für die Oberverteilung gilt es zunächst die 598 Bundestagssitze in Sitzkontingente für die einzelnen Länder aufzuteilen, anhand des Bevölkerungsanteils der Länder am Bundesgebiet. Ziel ist es, jedem Bundestagssitz und damit repräsentativ für jeden Abgeordneten die gleiche Zahl zu vertretender Bundesbürger anzurechnen. Dazu bedarf es eines geeigneten Divisors „Bevölkerung pro Bundestagssitz“, durch den die verschiedenen Bevölkerungszahlen der Länder dividiert werden, um so die zu vergebenden Sitze pro Land zu ermitteln. Um diesen zu ermitteln, bedient man sich in einem ersten Teilschritt des naheliegenden
{\displaystyle {\text{Divisor }}D_{0}={\frac {({\text{Gesamtbevölkerung }})}{({\text{Bundestagssitze }})}}={\frac {74.324.165}{598}}=124.287{,}901338} .
| Zuteilung der Sitze auf die Länder | Zuteilung der Sitze auf die Länder     | Zuteilung der Sitze auf die Länder | Zuteilung der Sitze auf die Länder | Zuteilung der Sitze auf die Länder                                                                                      | Zuteilung der Sitze auf die Länder                                                                                      | Zuteilung der Sitze auf die Länder                                                                                      | Zuteilung der Sitze auf die Länder                                                                                      | Zuteilung der Sitze auf die Länder                                                                                      | Zuteilung der Sitze auf die Länder                    |
| starten mit einem Anfangsdivisor   | starten mit einem Anfangsdivisor       | starten mit einem Anfangsdivisor   | starten mit einem Anfangsdivisor   | Sitzkorrektur und Ermittlung des endgültigen Divisors                                                                   | Sitzkorrektur und Ermittlung des endgültigen Divisors                                                                   | Sitzkorrektur und Ermittlung des endgültigen Divisors                                                                   | Sitzkorrektur und Ermittlung des endgültigen Divisors                                                                   | Sitzkorrektur und Ermittlung des endgültigen Divisors                                                                   | Sitzkorrektur und Ermittlung des endgültigen Divisors |
| Land                               | Deutsche Bevölkerung 31. Dezember 2012 | Anfangs- Divisor                   | Sitze gerundet                     | Ermittlung der Divisorspanne                                                                                            | Ermittlung der Divisorspanne                                                                                            | Ermittlung der Divisorspanne                                                                                            | Ermittlung der Divisorspanne                                                                                            | Berechnung der Sitze | Berechnung der Sitze                                  |
| Land                               | Deutsche Bevölkerung 31. Dezember 2012 | Anfangs- Divisor                   | Sitze gerundet                     | Sitzzahl plus 0,5 | Kandidat 1 | Sitzzahl plus 1,5 | Kandidat 2 | ausgewählter Divisor | Sitze                                                 |
| ---------------------------------- | -------------------------------------- | ---------------------------------- | ---------------------------------- | --- | --- | --- | --- | --- | ----------------------------------------------------- |
| Schleswig-Holstein                 | 2.686.085                              | :124.287,901338=                   | 22                                 | :22,5= | 119.381,… | :23,5= | 114.301,… | 124.013,692308 < Divisor ≤ 124.079,387978 ausgewählter Divisor: 124.050                                                 | 22                                                    |
| Mecklenburg-Vorpommern             | 1.585.032                              | :124.287,901338=                   | 13                                 | :13,5= | 117.409,… | :14,5= | 109.312,… | 124.013,692308 < Divisor ≤ 124.079,387978 ausgewählter Divisor: 124.050                                                 | 13                                                    |
| Hamburg                            | 1.559.655                              | :124.287,901338=                   | 13                                 | :13,5= | 115.530,… | :14,5= | 107.562,… | 124.013,692308 < Divisor ≤ 124.079,387978 ausgewählter Divisor: 124.050                                                 | 13                                                    |
| Niedersachsen                      | 7.354.892                              | :124.287,901338=                   | 59                                 | :59,5= | 123.611,… | :60,5= | 121.568,… | 124.013,692308 < Divisor ≤ 124.079,387978 ausgewählter Divisor: 124.050                                                 | 59                                                    |
| Bremen                             | 575.805                                | :124.287,901338=                   | 5                                  | :5,5= | 104.691,… | :6,5= | 88.585,… | 124.013,692308 < Divisor ≤ 124.079,387978 ausgewählter Divisor: 124.050                                                 | 5                                                     |
| Brandenburg                        | 2.418.267                              | :124.287,901338=                   | 19                                 | :19,5= | 124.013,… | :20,5= | 117.964,… | 124.013,692308 < Divisor ≤ 124.079,387978 ausgewählter Divisor: 124.050                                                 | 19                                                    |
| Sachsen-Anhalt                     | 2.247.673                              | :124.287,901338=                   | 18                                 | :18,5= | 121.495,… | :19,5= | 115.265,… | 124.013,692308 < Divisor ≤ 124.079,387978 ausgewählter Divisor: 124.050                                                 | 18                                                    |
| Berlin                             | 3.025.288                              | :124.287,901338=                   | 24                                 | :24,5= | 123.481,… | :25,5= | 118.638,… | 124.013,692308 < Divisor ≤ 124.079,387978 ausgewählter Divisor: 124.050                                                 | 24                                                    |
| Nordrhein-Westfalen                | 15.895.182                             | :124.287,901338=                   | 128                                | :128,5= | 123.697,… | :129,5= | 122.742,… | 124.013,692308 < Divisor ≤ 124.079,387978 ausgewählter Divisor: 124.050                                                 | 128                                                   |
| Sachsen                            | 4.005.278                              | :124.287,901338=                   | 32                                 | :32,5= | 123.239,… | :33,5= | 119.560,… | 124.013,692308 < Divisor ≤ 124.079,387978 ausgewählter Divisor: 124.050                                                 | 32                                                    |
| Hessen                             | 5.388.350                              | :124.287,901338=                   | 43                                 | :43,5= | 123.870,… | :44,5= | 121.086,… | 124.013,692308 < Divisor ≤ 124.079,387978 ausgewählter Divisor: 124.050                                                 | 43                                                    |
| Thüringen                          | 2.154.202                              | :124.287,901338=                   | 17                                 | :17,5= | 123.097,… | :18,5= | 116.443,… | 124.013,692308 < Divisor ≤ 124.079,387978 ausgewählter Divisor: 124.050                                                 | 17                                                    |
| Rheinland-Pfalz                    | 3.672.888                              | :124.287,901338=                   | 30                                 | :30,5= | 120.422,… | :31,5= | 116.599,… | 124.013,692308 < Divisor ≤ 124.079,387978 ausgewählter Divisor: 124.050                                                 | 30                                                    |
| Bayern                             | 11.353.264                             | :124.287,901338=                   | 91                                 | :91,5= | 124.079,… | :92,5= | 122.737,… | 124.013,692308 < Divisor ≤ 124.079,387978 ausgewählter Divisor: 124.050                                                 | 92                                                    |
| Baden-Württemberg                  | 9.482.902                              | :124.287,901338=                   | 76                                 | :76,5= | 123.959,… | :77,5= | 122.360,… | 124.013,692308 < Divisor ≤ 124.079,387978 ausgewählter Divisor: 124.050                                                 | 76                                                    |
| Saarland                           | 919.402                                | :124.287,901338=                   | 7                                  | :7,5= | 122.586,… | :8,5= | 108.164,… | 124.013,692308 < Divisor ≤ 124.079,387978 ausgewählter Divisor: 124.050                                                 | 7                                                     |
| Insgesamt                          | 74.324.165                             |                                    | 597                                | {\displaystyle {\text{Divisorkandidat }}={\frac {({\text{Einwohnerzahl Länder }})}{({\text{modifizierte Sitzzahl }})}}} | {\displaystyle {\text{Divisorkandidat }}={\frac {({\text{Einwohnerzahl Länder }})}{({\text{modifizierte Sitzzahl }})}}} | {\displaystyle {\text{Divisorkandidat }}={\frac {({\text{Einwohnerzahl Länder }})}{({\text{modifizierte Sitzzahl }})}}} | {\displaystyle {\text{Divisorkandidat }}={\frac {({\text{Einwohnerzahl Länder }})}{({\text{modifizierte Sitzzahl }})}}} | {\displaystyle {\text{Divisorkandidat }}={\frac {({\text{Einwohnerzahl Länder }})}{({\text{modifizierte Sitzzahl }})}}} | 598                                                   |

Bei der Berechnung mit dem Anfangsdivisor in der linken Tabellenhälfte sind weniger Sitze auf die Länder entfallen, als zu vergeben sind. Das bedeutet, dass der Divisor verringert werden muss. Dazu dividiert man die Einwohnerzahlen der Länder durch eine leicht erhöhte Anzahl an zugemessenen Sitzen. Die stufenweise Anhebung der zuvor ermittelten Sitze um 0,5, 1,5 etc. ist typisch für das Sainte-Laguë-Verfahren und trägt mathematisch der faireren kaufmännischen Rundung Rechnung. Außerdem stehen einem durch die zwei auf jedes Bundesland angewendeten Anhebungsstufen eine Vielzahl neuer Divisorenkandidaten zur Verfügung. Um jetzt keinen zu kleinen Divisor zu erwischen, bedient man sich dem halboffenen Intervall aus dem größten und zweitgrößten Divisorkandidaten. Innerhalb dieser Divisorspanne ist mathematisch das Ergebnis immer dasselbe, sodass man sich einen möglichst runden Divisor aus dieser Spanne frei wählt, mit dem man die Sitzzuteilung neu angeht.
Schritt 1.2 – Verteilung der Sitzkontingente der Länder auf die Parteien
Die nun ermittelten Sitze der Länder werden im nächsten Schritt im gleichen Prinzip auf die Landeslisten der Parteien verteilt, wonach der Absatz  (2) des § 6 BWahlG abgearbeitet wurde. Für den Anfangsdivisor bedient man sich dabei dem Verhältnis der Zweitstimmen aller zu berücksichtigenden Parteien zum Sitzkontingent des entsprechenden Landes.
Im Fall des Landes Bayern führt der Anfangsdivisor bereits zu einer stimmigen Sitzverteilung. Dennoch sucht man nach der geeigneten Divisorspanne, um einen möglichst runden Divisor zu bestimmen. Durch ein minimales Herabsetzen der ermittelten Sitze wird der Anfangsdivisor leicht vergrößert und ein entsprechendes Heraufsetzen verringert ihn. Aus dem kleinsten vergrößerten und dem größten verkleinerten bildet man nun die Spanne, aus der der geeignete Divisor gewählt wird.
| exemplarisch: Zuteilung der Sitze des Landes Bayern auf die Landeslisten | exemplarisch: Zuteilung der Sitze des Landes Bayern auf die Landeslisten | exemplarisch: Zuteilung der Sitze des Landes Bayern auf die Landeslisten | exemplarisch: Zuteilung der Sitze des Landes Bayern auf die Landeslisten | exemplarisch: Zuteilung der Sitze des Landes Bayern auf die Landeslisten                                               | exemplarisch: Zuteilung der Sitze des Landes Bayern auf die Landeslisten                                               | exemplarisch: Zuteilung der Sitze des Landes Bayern auf die Landeslisten                                               | exemplarisch: Zuteilung der Sitze des Landes Bayern auf die Landeslisten                                               | exemplarisch: Zuteilung der Sitze des Landes Bayern auf die Landeslisten                                               | exemplarisch: Zuteilung der Sitze des Landes Bayern auf die Landeslisten |
| starten mit einem Anfangsdivisor                                         | starten mit einem Anfangsdivisor                                         | starten mit einem Anfangsdivisor                                         | starten mit einem Anfangsdivisor                                         | Ermittlung des endgültigen Divisors                                                                                    | Ermittlung des endgültigen Divisors                                                                                    | Ermittlung des endgültigen Divisors                                                                                    | Ermittlung des endgültigen Divisors                                                                                    | Ermittlung des endgültigen Divisors                                                                                    | Ermittlung des endgültigen Divisors                                      |
| Partei                                                                   | Zweitstimmen                                                             | Anfangs- Divisor                                                         | Sitze gerundet                                                           | Ermittlung der Divisorspanne                                                                                           | Ermittlung der Divisorspanne                                                                                           | Ermittlung der Divisorspanne                                                                                           | Ermittlung der Divisorspanne                                                                                           | Berechnung der Sitze                                                                                                   | Berechnung der Sitze                                                     |
| Partei                                                                   | Zweitstimmen                                                             | Anfangs- Divisor                                                         | Sitze gerundet                                                           | Sitzzahl minus 0,5 | Kandidat 1 | Sitzzahl plus 0,5 | Kandidat 2 | ausgewählter Divisor                                                                                                   | Sitze                                                                    |
| ------------------------------------------------------------------------ | ------------------------------------------------------------------------ | ------------------------------------------------------------------------ | ------------------------------------------------------------------------ | --- | --- | --- | --- | --- | ------------------------------------------------------------------------ |
| CSU                                                                      | 3.243.569                                                                | :58.253,434783=                                                          | 56                                                                       | :55,5= | 58.442,… | :56,5= | 57.408,… | 58.191,368421 < Divisor ≤ 58.400,400000: 58.200                                                                        | 56                                                                       |
| SPD                                                                      | 1.314.009                                                                | :58.253,434783=                                                          | 23                                                                       | :22,5= | 58.400,… | :23,5= | 55.915,… | 58.191,368421 < Divisor ≤ 58.400,400000: 58.200                                                                        | 23                                                                       |
| GRÜNE                                                                    | 552.818                                                                  | :58.253,434783=                                                          | 9                                                                        | :8,5= | 65.037,… | :9,5= | 58.191,… | 58.191,368421 < Divisor ≤ 58.400,400000: 58.200                                                                        | 9                                                                        |
| DIE LINKE                                                                | 248.920                                                                  | :58.253,434783=                                                          | 4                                                                        | :3,5= | 71.120,… | :4,5= | 55.315,… | 58.191,368421 < Divisor ≤ 58.400,400000: 58.200                                                                        | 4                                                                        |
| Insgesamt                                                                | 5.359.316                                                                |                                                                          | 92                                                                       | {\displaystyle {\text{Divisorkandidat }}={\frac {({\text{Zweitstimmen Partei }})}{({\text{modifizierte Sitzzahl }})}}} | {\displaystyle {\text{Divisorkandidat }}={\frac {({\text{Zweitstimmen Partei }})}{({\text{modifizierte Sitzzahl }})}}} | {\displaystyle {\text{Divisorkandidat }}={\frac {({\text{Zweitstimmen Partei }})}{({\text{modifizierte Sitzzahl }})}}} | {\displaystyle {\text{Divisorkandidat }}={\frac {({\text{Zweitstimmen Partei }})}{({\text{modifizierte Sitzzahl }})}}} | {\displaystyle {\text{Divisorkandidat }}={\frac {({\text{Zweitstimmen Partei }})}{({\text{modifizierte Sitzzahl }})}}} | 92                                                                       |

Im Land Sachsen wird hingegen im ersten Teilschritt ein Sitz zu viel vergeben. Hierzu werden die Sitze analog zum Beispiel der Landeskontingente leicht herabgesetzt, um den Divisor heraufzusetzen. Um ihn nicht zu stark zu vergrößern, bedient man sich zur Bildung der Spanne beim kleinsten und zweitkleinsten Teiler. Auch hier wird dann ein geeigneter, möglichst runder, Divisor gewählt, mit dem man die Sitze neu verteilt. Dies wird so lange wiederholt, bis das vorgegebene Gesamtsitzkontingent erreicht wird.
| exemplarisch: Zuteilung der Sitze des Landes Sachsen auf die Landeslisten | exemplarisch: Zuteilung der Sitze des Landes Sachsen auf die Landeslisten | exemplarisch: Zuteilung der Sitze des Landes Sachsen auf die Landeslisten | exemplarisch: Zuteilung der Sitze des Landes Sachsen auf die Landeslisten | exemplarisch: Zuteilung der Sitze des Landes Sachsen auf die Landeslisten                                              | exemplarisch: Zuteilung der Sitze des Landes Sachsen auf die Landeslisten                                              | exemplarisch: Zuteilung der Sitze des Landes Sachsen auf die Landeslisten                                              | exemplarisch: Zuteilung der Sitze des Landes Sachsen auf die Landeslisten                                              | exemplarisch: Zuteilung der Sitze des Landes Sachsen auf die Landeslisten                                              | exemplarisch: Zuteilung der Sitze des Landes Sachsen auf die Landeslisten |
| starten mit einem Anfangsdivisor                                          | starten mit einem Anfangsdivisor                                          | starten mit einem Anfangsdivisor                                          | starten mit einem Anfangsdivisor                                          | Ermittlung des endgültigen Divisors                                                                                    | Ermittlung des endgültigen Divisors                                                                                    | Ermittlung des endgültigen Divisors                                                                                    | Ermittlung des endgültigen Divisors                                                                                    | Ermittlung des endgültigen Divisors                                                                                    | Ermittlung des endgültigen Divisors                                       |
| Partei                                                                    | Zweitstimmen                                                              | Anfangs- Divisor                                                          | Sitze gerundet                                                            | Ermittlung der Divisorspanne                                                                                           | Ermittlung der Divisorspanne                                                                                           | Ermittlung der Divisorspanne                                                                                           | Ermittlung der Divisorspanne                                                                                           | Berechnung der Sitze                                                                                                   | Berechnung der Sitze                                                      |
| Partei                                                                    | Zweitstimmen                                                              | Anfangs- Divisor                                                          | Sitze gerundet                                                            | Sitzzahl minus 0,5 | Kandidat 1 | Sitzzahl minus1,5 | Kandidat 2 | ausgewählter Divisor                                                                                                   | Sitze                                                                     |
| ------------------------------------------------------------------------- | ------------------------------------------------------------------------- | ------------------------------------------------------------------------- | ------------------------------------------------------------------------- | --- | --- | --- | --- | --- | ------------------------------------------------------------------------- |
| CDU                                                                       | 994.601                                                                   | :59.886,90625=                                                            | 17                                                                        | :16,5= | 60.278,… | :15,5= | 64.167,… | 60.278,848485 < Divisor ≤ 61.967,090909: 61.000                                                                        | 16                                                                        |
| DIE LINKE                                                                 | 467.045                                                                   | :59.886,90625=                                                            | 8                                                                         | :7,5= | 62.272,… | :6,5= | 71.853,… | 60.278,848485 < Divisor ≤ 61.967,090909: 61.000                                                                        | 8                                                                         |
| SPD                                                                       | 340.819                                                                   | :59.886,90625=                                                            | 6                                                                         | :5,5= | 61.967,… | :4,5= | 75.735,… | 60.278,848485 < Divisor ≤ 61.967,090909: 61.000                                                                        | 6                                                                         |
| GRÜNE                                                                     | 113.916                                                                   | :59.886,90625=                                                            | 2                                                                         | :1,5= | 75.944,… | :0,5= | 227.832,… | 60.278,848485 < Divisor ≤ 61.967,090909: 61.000                                                                        | 2                                                                         |
| Insgesamt                                                                 | 1.916.381                                                                 |                                                                           | 33                                                                        | {\displaystyle {\text{Divisorkandidat }}={\frac {({\text{Zweitstimmen Partei }})}{({\text{modifizierte Sitzzahl }})}}} | {\displaystyle {\text{Divisorkandidat }}={\frac {({\text{Zweitstimmen Partei }})}{({\text{modifizierte Sitzzahl }})}}} | {\displaystyle {\text{Divisorkandidat }}={\frac {({\text{Zweitstimmen Partei }})}{({\text{modifizierte Sitzzahl }})}}} | {\displaystyle {\text{Divisorkandidat }}={\frac {({\text{Zweitstimmen Partei }})}{({\text{modifizierte Sitzzahl }})}}} | {\displaystyle {\text{Divisorkandidat }}={\frac {({\text{Zweitstimmen Partei }})}{({\text{modifizierte Sitzzahl }})}}} | 32                                                                        |

Auf diese Weise werden nun die Sitzkontingente jedes Landes auf die Landesparteilisten verteilt, um festzustellen, wie viele Abgeordnete aus welchen Ländern eine Partei aufgrund ihrer Zweitstimmen in den Bundestag entsenden darf.
Feststellung der garantierten Mindestsitzverteilung und Abschluss der ersten Stufe
Nachdem die Bundestagssitze auf die Länder und diese auf die Landeslisten der Parteien verteilt wurden, werden nun die Wahlkreissieger der Länder herangezogen. Diese sogenannten Direktmandate haben Vorrang vor allen Listenkandidaten und besetzen die Landesparteisitze zuerst. Sie ziehen nach Absatz (4) des § 6 BWahlG auf jeden Fall in den Bundestag ein, auch wenn die zugeteilte Sitzkapazität für die Parteien nicht ausreicht. Dieser Mandatsüberschuss ist nicht selten in „kleineren“ Ländern, aber auch nicht übermäßig und erhöht den Sitzanspruch einer Partei im Land und damit auch im Bundestag.
Für die nächste Stufe werden also die Mindestsitzansprüche aller Parteien bundesweit und damit die erste Vergrößerung des Bundestages ermittelt.
| Zusammenfassung der Sitzverteilung | Zusammenfassung der Sitzverteilung | Zusammenfassung der Sitzverteilung | Zusammenfassung der Sitzverteilung | Zusammenfassung der Sitzverteilung | Zusammenfassung der Sitzverteilung | Zusammenfassung der Sitzverteilung | Zusammenfassung der Sitzverteilung | Zusammenfassung der Sitzverteilung | Zusammenfassung der Sitzverteilung | Zusammenfassung der Sitzverteilung | Zusammenfassung der Sitzverteilung | Zusammenfassung der Sitzverteilung | Zusammenfassung der Sitzverteilung | Zusammenfassung der Sitzverteilung | Zusammenfassung der Sitzverteilung | Zusammenfassung der Sitzverteilung | Zusammenfassung der Sitzverteilung | Zusammenfassung der Sitzverteilung | Zusammenfassung der Sitzverteilung | Zusammenfassung der Sitzverteilung | Zusammenfassung der Sitzverteilung | Zusammenfassung der Sitzverteilung | Zusammenfassung der Sitzverteilung | Zusammenfassung der Sitzverteilung | Zusammenfassung der Sitzverteilung |
| Land | Zweitstimmen                       | Zweitstimmen                       | Zweitstimmen                       | Zweitstimmen                       | Divisor                            | CDU/CSU                            | CDU/CSU                            | CDU/CSU                            | CDU/CSU                            | SPD                                | SPD                                | SPD                                | SPD                                | DIE LINKE                          | DIE LINKE                          | DIE LINKE                          | DIE LINKE                          | GRÜNE                              | GRÜNE                              | GRÜNE                              | GRÜNE                              | Insgesamt                          | Insgesamt                          | Insgesamt                          | Insgesamt                          |
| Land | CDU/CSU                            | SPD                                | LINKE                              | GRÜNE                              | Divisor                            | LS                                 | DM                                 | min                                | ÜM                                 | LS                                 | DM                                 | min                                | ÜM                                 | LS                                 | DM                                 | min                                | ÜM                                 | LS                                 | DM                                 | min                                | ÜM                                 | LS                                 | DM                                 | min                                | ÜM                                 |
| --- | ---------------------------------- | ---------------------------------- | ---------------------------------- | ---------------------------------- | ---------------------------------- | ---------------------------------- | ---------------------------------- | ---------------------------------- | ---------------------------------- | ---------------------------------- | ---------------------------------- | ---------------------------------- | ---------------------------------- | ---------------------------------- | ---------------------------------- | ---------------------------------- | ---------------------------------- | ---------------------------------- | ---------------------------------- | ---------------------------------- | ---------------------------------- | ---------------------------------- | ---------------------------------- | ---------------------------------- | ---------------------------------- |
| SH | 638.756                            | 513.725                            | 84.177                             | 153.137                            | 61.000                             | 10                                 | 9                                  | 10                                 | –                                  | 8                                  | 2                                  | 8                                  | –                                  | 1                                  | –                                  | 1                                  | –                                  | 3                                  | –                                  | 3                                  | –                                  | 22                                 | 11                                 | 22                                 | –                                  |
| MV | 369.048                            | 154.431                            | 186.871                            | 37.716                             | 60.000                             | 6                                  | 6                                  | 6                                  | –                                  | 3                                  | –                                  | 3                                  | –                                  | 3                                  | –                                  | 3                                  | –                                  | 1                                  | –                                  | 1                                  | –                                  | 13                                 | 6                                  | 13                                 | –                                  |
| HH | 285.927                            | 288.902                            | 78.296                             | 112.826                            | 60.000                             | 5                                  | 1                                  | 5                                  | –                                  | 5                                  | 5                                  | 5                                  | –                                  | 1                                  | –                                  | 1                                  | –                                  | 2                                  | –                                  | 2                                  | –                                  | 13                                 | 6                                  | 13                                 | –                                  |
| NI | 1.825.592                          | 1.470.005                          | 223.935                            | 391.901                            | 66.000                             | 28                                 | 17                                 | 28                                 | –                                  | 22                                 | 13                                 | 22                                 | –                                  | 3                                  | –                                  | 3                                  | –                                  | 6                                  | –                                  | 6                                  | –                                  | 59                                 | 30                                 | 59                                 | –                                  |
| HB | 96.459                             | 117.204                            | 33.284                             | 40.014                             | 65.000                             | 1                                  | –                                  | 1                                  | –                                  | 2                                  | 2                                  | 2                                  | –                                  | 1                                  | –                                  | 1                                  | –                                  | 1                                  | –                                  | 1                                  | –                                  | 5                                  | 2                                  | 5                                  | –                                  |
| BB | 482.601                            | 321.174                            | 311.312                            | 65.182                             | 60.000                             | 8                                  | 9                                  | 9                                  | 1                                  | 5                                  | 1                                  | 5                                  | –                                  | 5                                  | –                                  | 5                                  | –                                  | 1                                  | –                                  | 1                                  | –                                  | 19                                 | 10                                 | 20                                 | 1                                  |
| ST | 485.781                            | 214.731                            | 282.319                            | 46.858                             | 60.000                             | 8                                  | 9                                  | 9                                  | 1                                  | 4                                  | –                                  | 4                                  | –                                  | 5                                  | –                                  | 5                                  | –                                  | 1                                  | –                                  | 1                                  | –                                  | 18                                 | 9                                  | 19                                 | 1                                  |
| BE | 508.643                            | 439.387                            | 330.507                            | 220.737                            | 62.000                             | 8                                  | 5                                  | 8                                  | –                                  | 7                                  | 2                                  | 7                                  | –                                  | 5                                  | 4                                  | 5                                  | –                                  | 4                                  | 1                                  | 4                                  | –                                  | 24                                 | 12                                 | 24                                 | –                                  |
| NW | 3.776.563                          | 3.028.282                          | 582.925                            | 760.642                            | 63.500                             | 59                                 | 37                                 | 59                                 | –                                  | 48                                 | 27                                 | 48                                 | –                                  | 9                                  | –                                  | 9                                  | –                                  | 12                                 | –                                  | 12                                 | –                                  | 128                                | 64                                 | 128                                | –                                  |
| SN | 994.601                            | 340.819                            | 467.045                            | 113.916                            | 61.000                             | 16                                 | 16                                 | 16                                 | –                                  | 6                                  | –                                  | 6                                  | –                                  | 8                                  | –                                  | 8                                  | –                                  | 2                                  | –                                  | 2                                  | –                                  | 32                                 | 16                                 | 32                                 | –                                  |
| HE | 1.232.994                          | 906.906                            | 188.654                            | 313.135                            | 62.000                             | 20                                 | 17                                 | 20                                 | –                                  | 15                                 | 5                                  | 15                                 | –                                  | 3                                  | –                                  | 3                                  | –                                  | 5                                  | –                                  | 5                                  | –                                  | 43                                 | 22                                 | 43                                 | –                                  |
| TH | 477.283                            | 198.714                            | 288.615                            | 60.511                             | 60.000                             | 8                                  | 9                                  | 9                                  | 1                                  | 3                                  | –                                  | 3                                  | –                                  | 5                                  | –                                  | 5                                  | –                                  | 1                                  | –                                  | 1                                  | –                                  | 17                                 | 9                                  | 18                                 | 1                                  |
| RP | 958.655                            | 608.910                            | 120.338                            | 169.372                            | 62.000                             | 15                                 | 14                                 | 15                                 | –                                  | 10                                 | 1                                  | 10                                 | –                                  | 2                                  | –                                  | 2                                  | –                                  | 3                                  | –                                  | 3                                  | –                                  | 30                                 | 15                                 | 30                                 | –                                  |
| BY | 3.243.569                          | 1.314.009                          | 248.920                            | 552.818                            | 58.200                             | 56                                 | 45                                 | 56                                 | –                                  | 23                                 | –                                  | 23                                 | –                                  | 4                                  | –                                  | 4                                  | –                                  | 9                                  | –                                  | 9                                  | –                                  | 92                                 | 45                                 | 92                                 | –                                  |
| BW | 2.576.606                          | 1.160.424                          | 272.456                            | 623.294                            | 60.600                             | 43                                 | 38                                 | 43                                 | –                                  | 19                                 | –                                  | 19                                 | –                                  | 4                                  | –                                  | 4                                  | –                                  | 10                                 | –                                  | 10                                 | –                                  | 76                                 | 38                                 | 76                                 | –                                  |
| SL | 212.368                            | 174.592                            | 56.045                             | 31.998                             | 65.000                             | 3                                  | 4                                  | 4                                  | 1                                  | 3                                  | –                                  | 3                                  | –                                  | 1                                  | –                                  | 1                                  | –                                  | –                                  | –                                  | –                                  | –                                  | 7                                  | 4                                  | 8                                  | 1                                  |
| Σ | 36.867.417                         | 36.867.417                         | 36.867.417                         | 36.867.417                         |                                    | 238 56                             | 191 45                             | 242 56                             | 4 –                                | 183                                | 58                                 | 183                                | –                                  | 60                                 | 4                                  | 60                                 | –                                  | 61                                 | 1                                  | 61                                 | –                                  | 598                                | 299                                | 602                                | 4                                  |
| LS – (auf die Partei entfallene) Landessitze; DM – Über die Erststimmen erlangte Direktmandate; min – garantierte Mindestsitzzahl (LS + ÜM); ÜM – aufgetretene Überhangmandate |                                    |                                    |                                    |                                    |                                    |                                    |                                    |                                    |                                    |                                    |                                    |                                    |                                    |                                    |                                    |                                    |                                    |                                    |                                    |                                    |                                    |                                    |                                    |                                    |                                    |

Aufgrund der vier Überhangmandate der CDU in Brandenburg, Sachsen-Anhalt, Thüringen und Saarland (je 1), erhöht sich der Sitzanspruch der Partei von 238 auf 242 und der Bundestag wächst somit von 598 auf mindestens 602 Abgeordnete. Bei den anderen zu berücksichtigenden Parteien traten keine Überhangmandate auf, sodass CSU, SPD, Die Linke und Grüne Anspruch auf die zweitstimmenbedingten 56, 183, 60, beziehungsweise 61 Landessitze haben.

#### 2. Stufe
An dieser Stelle war der Sitzzuteilungsprozess bei vorangegangenen Wahlen im Prinzip abgeschlossen. Überhangmandate stellen den Personenwahlcharakter der Erststimme sicher, verletzen jedoch das Verhältniswahlprinzip der Zweitstimme. Da es bereits vorkam, dass Überhangmandate in Fraktionsstärke auftraten, stellte das BVerfG im Urteil zur Verfassungsbeschwerde gegen die BWahlG-Reform vom 3. Dezember 2011 folgendes fest:

„2.a) In dem vom Gesetzgeber geschaffenen System der mit der Personenwahl verbundenen Verhältniswahl sind Überhangmandate (§ 6 Abs. 5 BWG) nur in einem Umfang hinnehmbar, der den Grundcharakter der Wahl als einer Verhältniswahl nicht aufhebt.
b) Die Grundsätze der Gleichheit der Wahl sowie der Chancengleichheit der Parteien sind bei einem Anfall von Überhangmandaten im Umfang von mehr als etwa einer halben Fraktionsstärke verletzt.“

Dies wurde in der BWahlG-Neuregelung vom 9. Mai 2013 durch die Einführung der Ausgleichsmandate berücksichtigt. Dazu wird der Bundestag in einem ersten Schritt soweit erweitert, dass Überhangmandate kompensiert werden und das Zweitstimmenverhältnis sich in der Sitzverteilung widerspiegelt. In einem zweiten erfolgt die Verteilung der Sitze auf die Landeslisten. Damit werden in der zweiten Stufe die Absätze (5) – (7) des § 6 BWahlG umgesetzt. Grundlage der Verteilung bleibt das Sainte-Laguë-Verfahren.
Schritt 2.1 – Vergrößerung des Bundestages aufgrund der Mindestsitzansprüche
Im ersten Schritt werden die den Parteien nach dem Anteil ihrer Zweitstimmen zustehenden Sitze auf Bundesebene ermittelt unter Berücksichtigung ihrer Mindestsitzansprüche aus Stufe 1.
Für jede Partei wird der größtmögliche Divisor ermittelt, der die Mindestsitzzahl garantiert. Dazu dividiert man die Zahl ihrer Zweitstimmen durch die um 0,5 verringerte Zahl ihrer Mindestsitze. Man erhält für jede Partei einen Maximaldivisor, von denen man den kleinsten als Obergrenze für die Divisorspanne wählt. Durch diese Obergrenze werden alle Zweitstimmen dividiert und dadurch die neuen Sitzzahlen ermittelt. Die Partei, von der dieser Divisor stammt, erhält dadurch durch Aufrundung von 0,5 genau ihre Mindestsitze. Für alle anderen Parteien ist der neue Divisor kleiner als der vorher für sie ermittelte, was zur Folge hat, dass ihre Sitzanzahl tendenziell steigt. Für alle Parteien wurde der gleiche Divisor verwendet, daher haben alle Sitze das gleiche Stimmgewicht.
Die Zweitstimmen werden nun durch die um 0,5 erhöhte Zahl der Sitze geteilt, um leicht verringerte Divisoren zu erhalten. Der größte dieser bildet dann die Untergrenze der Divisorspanne, aus der wie bisher ein möglichst runder Teiler gefunden wird, den man dann repräsentativ für die Spanne nutzt.
| Ausgleichsmandate erschaffen     | Ausgleichsmandate erschaffen     | Ausgleichsmandate erschaffen     | Ausgleichsmandate erschaffen     | Ausgleichsmandate erschaffen     | Ausgleichsmandate erschaffen     | Ausgleichsmandate erschaffen     | Ausgleichsmandate erschaffen      | Ausgleichsmandate erschaffen      |                                   |
| Ermittlung der Divisorobergrenze | Ermittlung der Divisorobergrenze | Ermittlung der Divisorobergrenze | Ermittlung der Divisorobergrenze | Ermittlung der Divisorobergrenze | Ermittlung der Divisorobergrenze | Ermittlung der Divisorobergrenze | Ermittlung der Divisoruntergrenze | Ermittlung der Divisoruntergrenze | Ermittlung der Divisoruntergrenze |
| Partei                           | Zweitstimmen                     | Mindestsitze minus 0,5           | Parteien-Divisor                 | Divisorobergrenze                | Sitze NEU                        | Sitze NEU plus 0,5               | Divisoruntergrenze                | gewählter Divisor                 |                                   |
| -------------------------------- | -------------------------------- | -------------------------------- | -------------------------------- | -------------------------------- | -------------------------------- | -------------------------------- | --------------------------------- | --------------------------------- | --------------------------------- |
| CDU                              | 14.921.877                       | :241,5=                          | 61.788,…                         | :58.442,684684=                  | 255                              | :255,5=                          | 58.402,…                          | 58.420                            |                                   |
| SPD                              | 11.252.215                       | :182,5=                          | 61.655,…                         | :58.442,684684=                  | 193                              | :193,5=                          | 58.150,…                          | 58.420                            |                                   |
| DIE LINKE                        | 3.755.699                        | :59,5=                           | 63.120,…                         | :58.442,684684=                  | 64                               | :64,5=                           | 58.227,…                          | 58.420                            |                                   |
| GRÜNE                            | 3.694.057                        | :60,5=                           | 61.058,…                         | :58.442,684684=                  | 63                               | :63,5=                           | 58.174,…                          | 58.420                            |                                   |
| CSU                              | 3.243.569                        | :55,5=                           | 58.442,…                         | :58.442,684684=                  | 56                               | :56,5=                           | 57.408,…                          | 58.420                            |                                   |
| Insgesamt                        | 36.867.417                       |                                  |                                  |                                  | 631                              |                                  |                                   |                                   |                                   |

Schritt 2.2 – Verteilung der Sitze auf die Landeslisten der Parteien
Die so ermittelten Sitzzugeständnisse werden auf die Landeslisten verteilt, sodass jeder Partei mindestens ihre Direktmandate zustehen und damit die Überhangmandate aufgelöst werden.
Der {\displaystyle {\text{Anfangsdivisor }}D_{0}={\frac {({\text{Zweitstimmen Partei }})}{({\text{Bundestagssitze }})}}} führt wieder über das Sainte-Laguë-Verfahren unter Beachtung, dass die Direktmandate das Minimum jedes Landes darstellen, zur Verteilung der Sitze auf die Länder.
Da keine Partei über die Hälfte der Zweitstimmen der zu berücksichtigenden Parteien erhalten hat, ist Absatz (7) des § 6 BWahlG nicht zu beachten.
Die endgültige Sitzzuteilung erfolgt nach nachfolgender Tabelle:
| Endgültiger Verteilungsschlüssel                                                                                                 | Endgültiger Verteilungsschlüssel | Endgültiger Verteilungsschlüssel | Endgültiger Verteilungsschlüssel | Endgültiger Verteilungsschlüssel | Endgültiger Verteilungsschlüssel | Endgültiger Verteilungsschlüssel | Endgültiger Verteilungsschlüssel | Endgültiger Verteilungsschlüssel | Endgültiger Verteilungsschlüssel | Endgültiger Verteilungsschlüssel | Endgültiger Verteilungsschlüssel | Endgültiger Verteilungsschlüssel | Endgültiger Verteilungsschlüssel | Endgültiger Verteilungsschlüssel | Endgültiger Verteilungsschlüssel | Endgültiger Verteilungsschlüssel | Endgültiger Verteilungsschlüssel | Endgültiger Verteilungsschlüssel | Endgültiger Verteilungsschlüssel | Endgültiger Verteilungsschlüssel | Endgültiger Verteilungsschlüssel | Endgültiger Verteilungsschlüssel | Endgültiger Verteilungsschlüssel | Endgültiger Verteilungsschlüssel | Endgültiger Verteilungsschlüssel | Endgültiger Verteilungsschlüssel | Endgültiger Verteilungsschlüssel | Endgültiger Verteilungsschlüssel |
| Land | Zweitstimmen                     | Zweitstimmen                     | Zweitstimmen                     | Zweitstimmen                     | Divisor                          | Divisor                          | Divisor                          | Divisor                          | CDU/CSU                          | CDU/CSU                          | CDU/CSU                          | CDU/CSU                          | SPD                              | SPD                              | SPD                              | SPD                              | DIE LINKE                        | DIE LINKE                        | DIE LINKE                        | DIE LINKE                        | GRÜNE                            | GRÜNE                            | GRÜNE                            | GRÜNE                            | Insgesamt                        | Insgesamt                        | Insgesamt                        | Insgesamt                        |
| Land | CDU/CSU                          | SPD                              | LINKE                            | GRÜNE                            | CDU/CSU                          | SPD                              | LINKE                            | GRÜNE                            | LLP                              | DM                               | M                                | AM                               | LLP                              | DM                               | M                                | AM                               | LLP                              | DM                               | M                                | AM                               | LLP                              | DM                               | M                                | AM                               | LLP                              | DM                               | M                                | AM                               |
| --- | -------------------------------- | -------------------------------- | -------------------------------- | -------------------------------- | -------------------------------- | -------------------------------- | -------------------------------- | -------------------------------- | -------------------------------- | -------------------------------- | -------------------------------- | -------------------------------- | -------------------------------- | -------------------------------- | -------------------------------- | -------------------------------- | -------------------------------- | -------------------------------- | -------------------------------- | -------------------------------- | -------------------------------- | -------------------------------- | -------------------------------- | -------------------------------- | -------------------------------- | -------------------------------- | -------------------------------- | -------------------------------- |
| SH | 638.756                          | 513.725                          | 84.177                           | 153.137                          | 59.500                           | 58.500                           | 60.000                           | 60.500                           | 2                                | 9                                | 11                               | 1                                | 7                                | 2                                | 9                                | 1                                | 1                                | –                                | 1                                | –                                | 3                                | –                                | 3                                | –                                | 13                               | 11                               | 24                               | 2                                |
| MV | 369.048                          | 154.431                          | 186.871                          | 37.716                           | 59.500                           | 58.500                           | 60.000                           | 60.500                           | –                                | 6                                | 6                                | –                                | 3                                | –                                | 3                                | –                                | 3                                | –                                | 3                                | –                                | 1                                | –                                | 1                                | –                                | 7                                | 6                                | 13                               | –                                |
| HH | 285.927                          | 288.902                          | 78.296                           | 112.826                          | 59.500                           | 58.500                           | 60.000                           | 60.500                           | 4                                | 1                                | 5                                | –                                | –                                | 5                                | 5                                | –                                | 1                                | –                                | 1                                | –                                | 2                                | –                                | 2                                | –                                | 7                                | 6                                | 13                               | –                                |
| NI | 1.825.592                        | 1.470.005                        | 223.935                          | 391.901                          | 59.500                           | 58.500                           | 60.000                           | 60.500                           | 14                               | 17                               | 31                               | 3                                | 12                               | 13                               | 25                               | 3                                | 4                                | –                                | 4                                | 1                                | 6                                | –                                | 6                                | –                                | 36                               | 30                               | 66                               | 7                                |
| HB | 96.459                           | 117.204                          | 33.284                           | 40.014                           | 59.500                           | 58.500                           | 60.000                           | 60.500                           | 2                                | –                                | 2                                | 1                                | –                                | 2                                | 2                                | –                                | 1                                | –                                | 1                                | –                                | 1                                | –                                | 1                                | –                                | 4                                | 2                                | 6                                | 1                                |
| BB | 482.601                          | 321.174                          | 311.312                          | 65.182                           | 59.500                           | 58.500                           | 60.000                           | 60.500                           | –                                | 9                                | 9                                | –                                | 4                                | 1                                | 5                                | –                                | 5                                | –                                | 5                                | –                                | 1                                | –                                | 1                                | –                                | 10                               | 10                               | 20                               | –                                |
| ST | 485.781                          | 214.731                          | 282.319                          | 46.858                           | 59.500                           | 58.500                           | 60.000                           | 60.500                           | –                                | 9                                | 9                                | –                                | 4                                | –                                | 4                                | –                                | 5                                | –                                | 5                                | –                                | 1                                | –                                | 1                                | –                                | 10                               | 9                                | 19                               | –                                |
| BE | 508.643                          | 439.387                          | 330.507                          | 220.737                          | 59.500                           | 58.500                           | 60.000                           | 60.500                           | 4                                | 5                                | 9                                | 1                                | 6                                | 2                                | 8                                | 1                                | 2                                | 4                                | 6                                | 1                                | 3                                | 1                                | 4                                | –                                | 15                               | 12                               | 27                               | 3                                |
| NW | 3.776.563                        | 3.028.282                        | 582.925                          | 760.642                          | 59.500                           | 58.500                           | 60.000                           | 60.500                           | 26                               | 37                               | 63                               | 4                                | 25                               | 27                               | 52                               | 4                                | 10                               | –                                | 10                               | 1                                | 13                               | –                                | 13                               | 1                                | 74                               | 64                               | 138                              | 10                               |
| SN | 994.601                          | 340.819                          | 467.045                          | 113.916                          | 59.500                           | 58.500                           | 60.000                           | 60.500                           | 1                                | 16                               | 17                               | 1                                | 6                                | –                                | 6                                | –                                | 8                                | –                                | 8                                | –                                | 2                                | –                                | 2                                | –                                | 17                               | 16                               | 33                               | 1                                |
| HE | 1.232.994                        | 906.906                          | 188.654                          | 313.135                          | 59.500                           | 58.500                           | 60.000                           | 60.500                           | 4                                | 17                               | 21                               | 1                                | 11                               | 5                                | 16                               | 1                                | 3                                | –                                | 3                                | –                                | 5                                | –                                | 5                                | –                                | 23                               | 22                               | 45                               | 2                                |
| TH | 477.283                          | 198.714                          | 288.615                          | 60.511                           | 59.500                           | 58.500                           | 60.000                           | 60.500                           | –                                | 9                                | 9                                | –                                | 3                                | –                                | 3                                | –                                | 5                                | –                                | 5                                | –                                | 1                                | –                                | 1                                | –                                | 9                                | 9                                | 18                               | –                                |
| RP | 958.655                          | 608.910                          | 120.338                          | 169.372                          | 59.500                           | 58.500                           | 60.000                           | 60.500                           | 2                                | 14                               | 16                               | 1                                | 9                                | 1                                | 10                               | –                                | 2                                | –                                | 2                                | –                                | 3                                | –                                | 3                                | –                                | 16                               | 15                               | 31                               | 1                                |
| BY | 3.243.569                        | 1.314.009                        | 248.920                          | 552.818                          | –                                | 58.500                           | 60.000                           | 60.500                           | 11                               | 45                               | 56                               | –                                | 22                               | –                                | 22                               | −1                               | 4                                | –                                | 4                                | –                                | 9                                | –                                | 9                                | –                                | 46                               | 45                               | 91                               | -1                               |
| BW | 2.576.606                        | 1.160.424                        | 272.456                          | 623.294                          | 59.500                           | 58.500                           | 60.000                           | 60.500                           | 5                                | 38                               | 43                               | –                                | 20                               | –                                | 20                               | 1                                | 5                                | –                                | 5                                | 1                                | 10                               | –                                | 10                               | –                                | 40                               | 38                               | 78                               | 2                                |
| SL | 212.368                          | 174.592                          | 56.045                           | 31.998                           | 59.500                           | 58.500                           | 60.000                           | 60.500                           | –                                | 4                                | 4                                | –                                | 3                                | –                                | 3                                | –                                | 1                                | –                                | 1                                | –                                | 1                                | –                                | 1                                | 1                                | 5                                | 4                                | 9                                | 1                                |
| Σ | 14.921.877 3.243.569             | 11.252.215                       | 3.755.699                        | 3.694.057                        |                                  |                                  |                                  |                                  | 64 11                            | 191 45                           | 255 56                           | 13 –                             | 135                              | 58                               | 193                              | 10                               | 60                               | 4                                | 64                               | 4                                | 62                               | 1                                | 63                               | 2                                | 332                              | 299                              | 631                              | 29                               |
| Σ | 36.867.417                       |                                  |                                  |                                  |                                  |                                  |                                  |                                  |                                  |                                  |                                  |                                  |                                  |                                  |                                  |                                  |                                  |                                  |                                  |                                  |                                  |                                  |                                  |                                  |                                  |                                  |                                  |                                  |
| LLP – Landeslistenplätze (M-DM); DM – Über die Erststimmen erlangte Direktmandate; M – Bundestagsmandate; AM – Ausgleichsmandate |                                  |                                  |                                  |                                  |                                  |                                  |                                  |                                  |                                  |                                  |                                  |                                  |                                  |                                  |                                  |                                  |                                  |                                  |                                  |                                  |                                  |                                  |                                  |                                  |                                  |                                  |                                  |                                  |

Die SPD hat durch die Ausgleichsmandate einen Listenplatz in Bayern verloren. Dieses dem negativen Stimmgewicht ähnliche Phänomen kann also auftreten, ist aber mit dem eigentlichen nicht vergleichbar, da die SPD auch elf zusätzliche Sitze gewonnen hat.

## Dokumente
- BTW13 BWG Wahlkreiseinteilung.pdf – „Konsolidierte Fassung der Wahlkreiseinteilung für die Wahl zum 18. Deutschen Bundestag“
- BTW13 Heft3.pdf – „Wahl zum 18. Deutschen Bundestag am 22. September 2013 – Heft 3: Endgültige Ergebnisse nach Wahlkreisen“